# Огнєва Інелла Андріївна
Інелла Андріївна Огнєва (29 жовтня 1999, м. Буча, Київська область, Україна — 12 березня 2020, там само) — українська письменниця, поетка.

## Життєпис
Інелла Огнєва народилася 29 жовтня 1999 року в місті Бучі на Київщині.
Навчалася в Бучанській загальноосвітній школі № 1. Навчалася на кафедрі журналістики Українського гуманітарного інституту, залишила навчання у другому семестрі першого курсу.
Померла 12 березня 2020 року від невиліковної хвороби.

### Захоплення
Займалася танцями, спортивною гімнастикою, малюванням.

## Творчість
Писати вірші почала з шести років. Водночас писала прозу.
Учасниця філософської збірки Клубу поетів Бучі. Друкувалася в міській газеті.
Видала три збірки віршів. Власноруч оформлювала обкладинки до своїх книжечок.

### Книги
- «Сторінками моєї душі». Збірка віршів / Огнєва І. — Буча, 2018. — 192 с. ISBN 978-617-7518-45-6.
- «Ласощі для серця». Збірка віршів / Огнєва І. — К.: «Поліграф плюс», 2018. — 160 с. ISBN 978-966-8977-85-5.
- «Швидка поетична допомога». Збірка віршів / Огнєва І. — К.: «Поліграф плюс», 2019. — 208 с. ISBN 978-966-8977-90-9.

## Відзнаки
- заохочувальна премія Всеукраїнського літературно-мистецького конкурсу «Я гордий тим, що українець зроду»![7]

## Цитати
|  | Взагалі творчість відіграє дуже важливу роль в моєму житті. Можливість нести людям слово, Господнє слово, те що я роблю — це не моя заслуга, а саме Його. Коли мене питають, чому я вірю в Бога, я не можу пояснити те, що живе в моєму серці. |

|  | Я пішла вчитися просто задля того, щоб була сторінка студентського життя, та я не планую працювати за спеціальністю. Просто мені подобається писати і мені потрібен час, щоб видати романи й заробити кошти, то чому б не провести цей час з користю. Прийшовши на творчий конкурс, я вже зрозуміла, що в УГІ справді освіта з серцем. Я кожного ранку біжу на ранкове натхнення, щоб поспілкуватися там з Богом. Це дивовижне місце, справді. |

|  | Ми прийдемо… Повстанем з руїн! Ви не спіть, а тривожно чекайте… Проростемо жагою до змін… Ми не вмерли, живі! Ви це знайте! |

## Вшанування пам'яті
8 лютого 2024 року в Бучі вулицю Михайла Булгакова перейменували на вулицю Інелли Огнєвої.